# Pas på bilens sikkerhedsudstyr
|  | Denne artikel er oprettet af botten Steenthbot ud fra en ekstern database. Den kan derfor have sproglige fejl eller mangler. Denne skabelon kan fjernes efter kontrol af indholdet. |

Pas på bilens sikkerhedsudstyr er en dansk dokumentarfilm fra 1969 instrueret af Werner Hedman efter eget manuskript.

## Handling
Optagelserne udgøres af 16 film i alt, der handler om alle de tekniske detaljer, der er af betydning for sikkerheden, når man kører bil.